# Schlatt bei Winterthur
Schlatt bei Winterthur is een gemeente en plaats in het Zwitserse kanton Zürich, en maakt deel uit van het district Winterthur.
Schlatt ZH telt 654 inwoners.

## Geboren
- Oscar Egg (1890-1961), wielrenner